# Hildebert Isnard
Pour les articles homonymes, voir Isnard.
Hildebert Isnard est un géographe et professeur français, né le 4 avril 1904 à Nice, commune où il est mort le 27 juillet 1983,. D'abord spécialiste de l'Algérie et de l'agriculture musulmane, le professeur Isnard s'est ensuite tourné vers Madagascar et La Réunion. Parmi ses élèves figurent des géographes de renom, tels que Jean-Bernard Racine.

## Publications
- La culture des primeurs sur le littoral algérois et ses conditions géographiques, Alger, Carbonel, 1935. Publication Fac. Lettres Alger, 2, VII.
- Caractères récents du peuplement indigène du Sahel d’Alger, Revue Africaine (congrès de Tlemcen), LXXIX, 1936. p. 203-206.
- Le Sahel d’Alger en 1930. Revue Africaine (congrès de Constantine), LXXXI, 1937. p. 587-596.
- Le cantonnement des indigènes dans le Sahel d’Alger 1852-1864, Mélanges Gautier, 1937. p. 245-255.
- Les entreprises de fondation de villages dans le Sahel d’Alger 1843-1854. Revue Africaine, 1938. p. 243 - 312.
- L'état économique et social de la Mitidja en 1930, 4e Congrès des Sociétés Savantes Afrique du Nord. Rabat, 1938-1939, II. p. 715-725.
- La vigne en Algérie. Étude géographique. Thèse Lettres. Gap, Ophrys, 1951; 1954.
- Comptes rendus in Annales de l’Université de Paris, 18e année, no 1, janvier-mars 1948; in Annales de Géographie, no 311, LVIIIe année, juillet-septembre 1949. p. 212-219.
- La Réorganisation de la propriété rurale du Sahel d’Alger et de la Mitidja au lendemain de la pacification et ses conséquences (Ordonnance Royale du 21 juillet 1946 et Commission des transactions et partages: 1861-1867). Thèse secondaire, juillet 1947.
- L'organisation de la propriété rurale de la Mitidja (1851-1867). Conséquences sur la vie des indigènes. Alger, Joyeux, 1949.
- La répartition saisonnière des pluies en Algérie. Annales de Géographie, 1950. p. 354-361.
- La répartition saisonnière des pluies en Tunisie. Annales de Géographie, 1952. p. 357-362.
- L'ile de la Réunion, p. 245-276. In Terres Lointaines VIII. La France de l’Océan Indien. Paris, Société d’Éditions géographiques, maritimes et coloniales, 1952.
- L’Algérie. Collection “Les Beaux Pays”. Arthaud, Grenoble, 1954. 238 p.
- Algeria. Kaye-London. 1 volume, 1955, 238 p.
- Disparités régionales et unité nationale à Madagascar. In Annales de la Faculté des Lettres, Aix, 1955.
- Madagascar, A. Colin, 1 volume, Paris, 215 p.,1955. Une autre édition, en 1964.
- La Réunion et la Martinique, notes de géographie comparée. In Cahiers d’Outre-Mer, IX, 1956.
- La départementalisation de trois vieilles colonies tropicales. In Cahiers de la Faculté des Lettres, Aix, 1956.
- La viticulture algérienne, erreur économique ? Revue Africaine, tome VI, 1956. p. 437-473.
- Les caractères originaux du vignoble oranais. Cahiers d’Outre-Mer, 1957. p. 97-106.
- Vigne et structures en Algérie. In Diogène, no 27, 1959. p. 76-96.
- Vineyards and social structure in Algeria. 63-81 Diogène, no 27. An International Review of Philosophy and Humanistic Studies.
- Vigne et colonisation en Algérie. In Annales de Géographie, 1949. p. 212-219.
- L'évolution récente de la culture de la canne à sucre à la Réunion. In Annales de la Faculté des Lettres, Aix, XXXI.
- Départementalisation et sous-développement. Le cas de la Réunion. In La Pensée géographique française contemporaine, Presses universitaires de Bretagne.
- L'archipel des Comores. In Cahiers d’Outre-Mer, 1953.
- Le commerce extérieur de l’Algérie en 1960. In Méditerranée, 1960.
- Structure de l’agriculture musulmane en Algérie à la veille de l’insurrection. In Méditerranée, 1960, nos 2-3, p. 49-60 et no 4, p. 43-58.
- Les exploitations agricoles européennes en Algérie (essai de représentation cartographique). In Méditerranée, 1961, no 1. p. 23-32.
- Géographie de l´ Afrique tropicale et australe, P.U.F., 1964 ; 2e éd. 1967 ; 3e éd. 1974.
- Le Maghreb, Collection Magellan, P.U.F., 1966, 276 p. ; 1971 ; 1978.
- El espacio del geografo. p. 57-70. In Boletin Caracas, La Muestra y la Enseñanza de la Conservacion, mars 1970.
- Géographie de la décolonisation. Collection S. U. P. Paris : P.U.F., 1971.
- Atlas de la région Provence-Côte d’Azur, volume 1, Climat, cartes et commentaires, 1973.
- Pays et paysages méditerranéens. Collection S.U.P. Paris : PUF, 1973, 239 p.
- Comptes rendus : Une géographie de la décolonisation. In Revue de l’Université d’Ottawa, vol. 43, no 3, 1973 ; Problèmes de la décolonisation dans le monde arabe. In Revue de l’Université d’Ottawa, no 4. p. 614-622.
- La tertiaire à la Réunion, p. 27-32. In Économie et humanisme, no 215, I, 1974.
- Géographie et Sociologie. p. 9-13. In Cahiers du Centre Universitaire de la Réunion, Géographie, no 9.
- L'Espace Géographique. Paris : PUF, La Géographie, 1978. 220 pages.
- Por una geografia emperica. p. 97-103. In Dinamica del espacio, Centro de investigaciones geodidacticas. Boletin 8 y 9, Ano V, Caracas, avril 1979.
- Lo Spazio geografico. Milan, éd. Franco Angeli, 1980, 176 p.
- O Espaço Geográfico. 1 volume. Coimbra : Livraria Almedina, 1982. trad. João Vítor G. da Silva Pereira.
- Problématiques de la géographie. Hildebert Isnard, Jean-Bernard Racine, Henri Reymond ; préface Pierre George, P.U.F., 1982. p. 1-83[3]
- O Espaço do Geógrafo. Boletim Geográfico, Rio de Janeiro, 36(258-259) : 5-16, juillet-décembre 1978. Tradução autorizada por Annales de Géographie, mars-avril 1975, LXXXIVe année, Paris.